# Garzaia della Verminesca
Garzaia della Verminesca este o arie protejată (arie specială de conservare — SAC, sit de importanță comunitară — SCI) din Italia întinsă pe o suprafață de 162 ha, integral pe uscat.

## Localizare
Centrul sitului Garzaia della Verminesca este situat la coordonatele 45°13′17″N 8°37′36″E / 45.221389°N 8.626667°E.

## Înființare
Situl Garzaia della Verminesca a fost declarat sit de importanță comunitară în iunie 1995 pentru a proteja 51 de specii de animale. Situl a fost protejat și ca arie specială de conservare în iulie 2016.

## Biodiversitate
Situată în ecoregiunea continentală, aria protejată conține 1 habitat natural: Păduri aluvionare cu Alnus glutinosa și Fraxinus excelsior (Alno-Padion, Alnion incanae, Salicion albae).
La baza desemnării sitului se află mai multe specii protejate:
- păsări (45): lăcar mare (Acrocephalus arundinaceus), lăcar-de-mlaștină (Acrocephalus palustris), pițigoi codat (Aegithalos caudatus), pescăruș albastru (Alcedo atthis), rață pitică (Anas crecca), rață mare (Anas platyrhynchos), egretă mare (Ardea alba), stârc cenușiu (Ardea cinerea), buhai de baltă (Botaurus stellaris), Bubulcus ibis, bătăuș (Calidris pugnax), Cettia cetti, erete de stuf (Circus aeruginosus), erete vânăt (Circus cyaneus), porumbel gulerat (Columba palumbus), cioară neagră (Corvus corone), cuc (Cuculus canorus), egretă mică (Egretta garzetta), presură de stuf (Emberiza schoeniclus), șoim de iarnă (Falco columbarius), lișiță (Fulica atra), găinușă de baltă (Gallinula chloropus), gaiță (Garrulus glandarius), stârc pitic (Ixobrychus minutus), sfrâncioc roșiatic (Lanius collurio), privighetoare (Luscinia megarhynchos), stârc de noapte (Nycticorax nycticorax), grangur (Oriolus oriolus), pițigoi mare (Parus major), vrabie de câmp (Passer montanus), codroșul de pădure (Phoenicurus phoenicurus), pitulice de munte (Phylloscopus collybita), coțofană (Pica pica), ciocănitoarea verde (Picus viridis), țigănuș (Plegadis falcinellus), cresteț pestriț (Porzana porzana), sitar de pădure (Scolopax rusticola), rață cârâitoare (Spatula querquedula), silvie cu cap negru (Sylvia atricapilla), silvie de câmp (Sylvia communis), fluierar de mlaștină (Tringa glareola), pănțărușul (Troglodytes troglodytes), mierlă (Turdus merula), Zapornia parva, Zapornia pusilla
- amfibieni (1): Triturus carnifex
- nevertebrate (1): fluturele purpuriu (Lycaena dispar)
- pești (4): Barbus plebejus, Cobitis bilineata, Sabanejewia larvata, Telestes muticellus

Pe lângă speciile protejate, pe teritoriul sitului au mai fost identificate 14 specii de plante, 2 specii de amfibieni, 3 specii de mamifere, 4 specii de reptile.